# This Is Hardcore
This Is Hardcore – szósty studyjny album Pulp, wydany w marcu 1998. Podobnie jak poprzedni Different Class spotkał się z uznaniem krytyków i sukcesem komercyjnym, przyniósł też zespołowi trzecią Mercury Prize w 1998. Pierwsze wydanie w Wielkiej Brytanii miało bonusową płytę koncertową zatytułowaną This Is Glastonbury. Wersja deluxe ukazała się 11 września 2006, na dodatkowej płycie znalazły się B-sidy, dema i rzadkie wersje utworów.
Album promowały single "Help the Aged", "This Is Hardcore", "A Little Soul" i "Party Hard".
Okładka była dziełem Petera Saville'a i amerykańskiego malarza Johna Currina. Plakaty reklamujące album rozwieszone w londyńskim metrze zostały opatrzone przez grafficiarzy pastiszowymi napisami typu  "This Offends Women", "This is Sexist" czy "This is Demeaning".
Teledysk do utworu tytułowego w reżyserii Douga Nichola znalazł się na 51. miejscu zestawienia magazynu Stylus stu najlepszych teledysków w historii.

## Spis utworów

### Wydanie CD UK
CD1
1. "The Fear" – 5:35
2. "Dishes" – 3:30
3. "Party Hard" – 4:00
4. "Help the Aged"  – 4:28
5. "This Is Hardcore"  – 6:25
6. "TV Movie" – 3:25
7. "A Little Soul"   – 3:19
8. "I'm a Man" – 4:59
9. "Seductive Barry" – 8:31
10. "Sylvia" – 5:44
11. "Glory Days" – 4:55
12. "The Day After the Revolution" – 14:56

CD2 (This Is Glastonbury)
1. "The Fear"
2. "Live Bed Show"
3. "TV Movie"
4. "A Little Soul"
5. "Party Hard"
6. "Help The Aged"
7. "Seductive Barry"

### Wydanie Deluxe
CD2
1. "Cocaine Socialism" (Proper Version) - 5:14
2. "It's a Dirty World" (Recording Session Outtake) - 5:13
3. "Like a Friend" - 4:32
4. "The Professional" - 5:09
5. "Ladies' Man" - 4:44
6. "Laughing Boy" - 3:50
7. "We Are the Boyz" - 3:15
8. "Tomorrow Never Dies" (Rough Mix) - 4:53
9. "Can I Have My Balls Back, Please?" (Demo) - 4:16
10. "Modern Marriage" (Demo) - 4:54
11. "My Erection" (Demo) - 4:22
12. "You Are the One" (Demo) - 4:28
13. "Street Operator" (Demo) - 3:52
14. "This Is Hardcore" (End of the Line Mix) - 2:06

### Wydanie CD US
1. "The Fear" – 5:35
2. "Dishes" – 3:30
3. "Party Hard" – 4:00
4. "Help the Aged"  – 4:28
5. "This Is Hardcore" – 6:25
6. "TV Movie" – 3:25
7. "A Little Soul"  – 3:19
8. "I'm a Man" – 4:59
9. "Seductive Barry" – 8:31
10. "Sylvia" – 5:44
11. "Glory Days" – 4:55
12. "The Day After the Revolution" – 5:52
13. "Like a Friend" (utwór dodatkowy) – 4:32